# 馬特烏斯·庫尼亞
馬特烏斯·桑托斯·卡內羅·達庫尼亞（葡萄牙語：Matheus Santos Carneiro da Cunha；1999年5月16日—），简称马特乌斯·库尼亚（葡萄牙語：Matheus Cunha），巴西職業足球員，司職翼鋒，現效力英超球隊曼聯。

## 俱樂部生涯
1999年5月27日，庫尼亞出生於巴西東北部帕拉伊巴州首府若昂佩索阿。小時候，庫尼亞在當地的卡布布蘭科體育俱樂部踢室內足球。後來他去了同樣位於東北部的伯南布哥州，在首府累西腓的巴朗訓練中心學習足球。
11歲時，巴西南部豪門哥列迪巴的一位球探相中了庫尼亞，帶他去了球隊。2017年，庫尼亞隨哥列迪巴U20隊參加聖保羅青年足球杯。球隊殺入第三階段，進入32強，但在1/16決賽上1比2遭科林蒂安青年軍淘汰。那一屆聖保羅青年足球杯，科林蒂安U20最終奪冠。
打完聖保羅青年足球杯之後，科里蒂巴青年隊又去美國打達拉斯杯。錫永的一位球探看上了庫尼亞，2017年7月，他離開科里蒂巴，登陸瑞士足球超級聯賽。
2017-18賽季，庫尼亞為錫永上場33次，打進10球。
2018年夏天，德甲球隊RB萊比錫以1500萬歐元買進他。
2020年1月31日，另一支德甲球隊柏林赫塔宣布簽入根夏。
2021年8月25日，西甲球隊馬德里競技官方宣佈，球隊以3000萬歐元，從德甲球隊柏林赫塔簽下巴西國奧前鋒庫尼亞，雙方簽約5年。
2023年1月1日，英超球隊狼隊宣布以租借方式簽入根夏，其後於同年夏天買斷根夏。
2025年6月1日，另一支英超球隊曼聯宣布，與狼隊達成協議，以6250萬鎊解約金簽入根夏。6月12日，曼聯正式宣布根夏加盟球隊，並穿上10號球衣。

## 國家隊生涯
2021年6月17日，入選東京奧運會巴西國奧隊18人大名單。 8月7日，在東京奧運會男足決賽中，馬特烏斯·庫尼亞代表巴西國奧隊首發出場，並在上半場補時階段攻入一球，最終幫助球隊以2比1擊敗西班牙國奧隊，獲得冠軍。
2021年8月13日，入選巴西國家足球隊參加9月2022年世界杯外圍賽的國家隊名單。

## 外部連結
- Soccerway資料庫：馬特烏斯·庫尼亞